# Emődi Imre
Emődi Imre (Sajószentpéter, 1953. augusztus 18. – Kazincbarcika, 2014. április 10.)  tűzzománc-készítő.
A Kazincbarcikán alkotó kézműves foglalkozott tűzzománc alkotások tervezésével és készítésével, keresztszemes hímzéssel. Művei technikailag, és témáiban is sokfélék.

## Élete
A Gyermekek háza-Kézművesházzal való kapcsolata 1999-ben, az Élő népművészet elnevezésű pályázat és kiállítás révén kezdődött. Ebben az évben sajátította el a tűzzománc alapjait a Kodály Zoltán művészeti iskolában Kovács Gabriella művésztanártól. Bekapcsolódik a Gyermekek háza-Kézművesház programjaiba, majd 2002-ben megalakította a tűzzománc szakkört, majd 2005. szeptembertől a felnőtt tűzzománc alkotói klubot vezette. Több mint tizenegy éven keresztül tevékenykedett szakkör- és klubvezetőként. Az oktatáson kívül kiállításokkal is népszerűsítette a kézművességet.
Több helyen találkozhattunk tűzzománc- és keresztszemes munkáival – többek között a miskolci megyeházán, a Herman Ottó Gimnáziumban, de számos önálló kiállítása is volt; két alkalommal a Gyermekek háza-Kézművesházban, a Gimi Galériában, Sajószentpéteren, Szendrőn, valamint Budapesten a Camponában.
A 2010-ben megrendezett „Kézművesség határok nélkül” című, nagysikerű kiállítás egyik kitalálója és létrehozója.

## Munkássága
- Sajómenti Népművészeti Egyesületnek egyik alapító és több éven keresztül vezetőségi tagja
- A szlovákiai Várhosszúréten működő Gömöri Kézművesek Társulás tagja
- Gyermekek háza – Kézművesház tűzzománc szakkör és klubvezetője

## Díjai
- 2014. Kazincbarcika Város Polgármesterének Elismerő Oklevele (Magyar Kultúra napján)

## Kiállításai
- Emődi Imre kiállítása Kazincbarcika, 2012.
- Tűzzománc kiállítás a Szalézi Szent Ferenc Gimnáziumban Kazincbarcika, 2012.[halott link]